# قائمة الحكام المغول

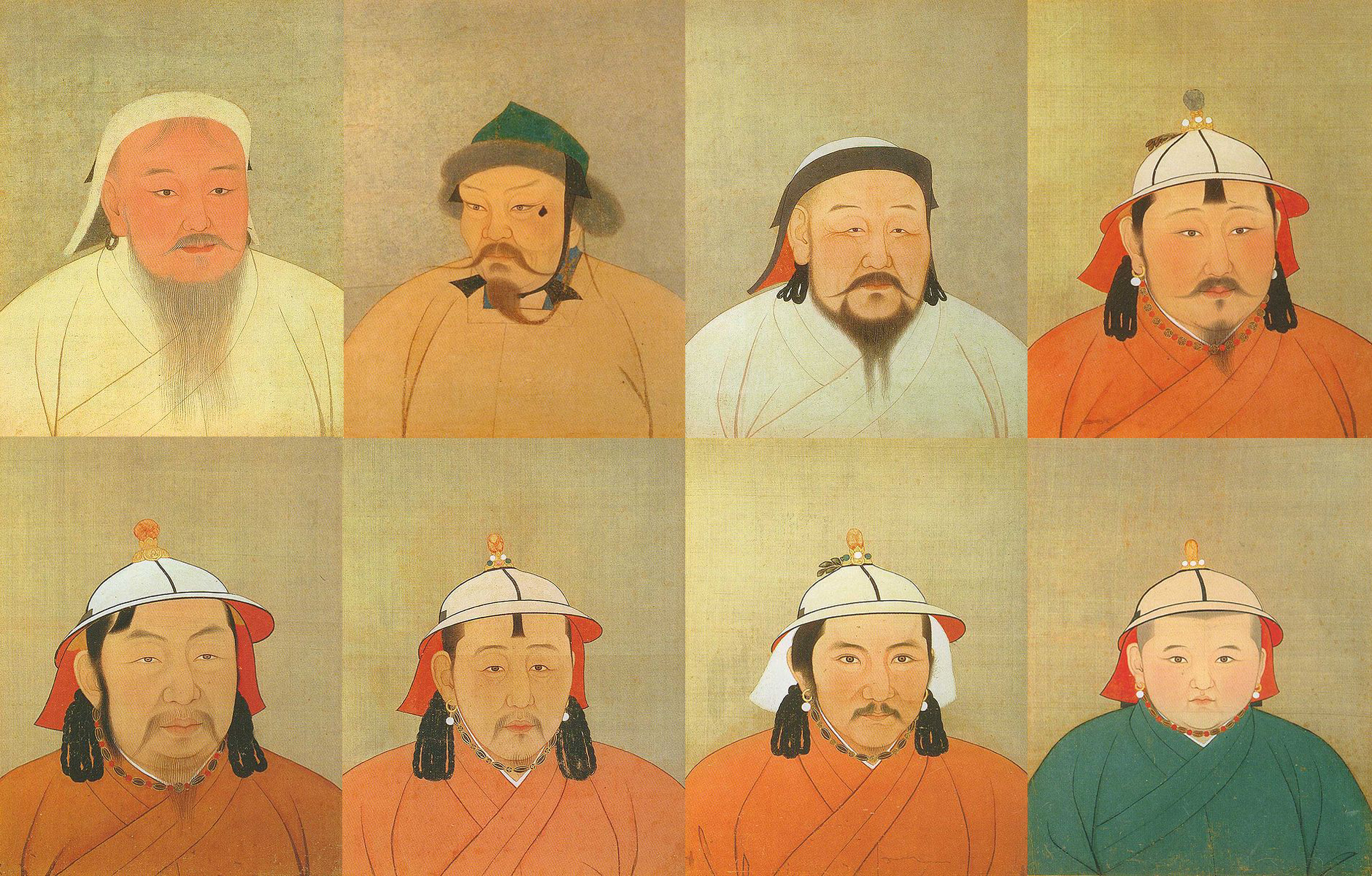
8 من خاقانات إمبراطورية المغول.

توسعات إمبراطورية المغول

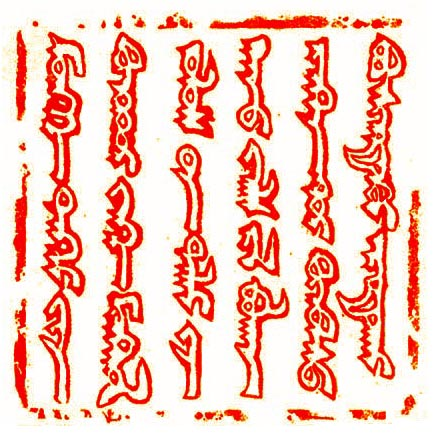
ختم جيوك خان الإمبراطوري

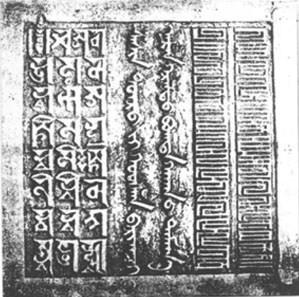
ختم بوجد خان الإمبراطوري

قائمة الدول مرتبة زمنيا ولكنها تتبع تطور السلالات المختلفة.

## خماق المغول (1120–1206)
- كايدو خان - أول خان يوحد القبائل المغولية.[1]
- خابول خان - مؤسس خاماق المغول.[2]
- هوتولا خان
- يوسغي بهادور (في الواقع)
- جنكيز خان

## إمبراطورية المغول(1206–1368)

### سلالة الخانات العظيمة ويوان
قبل إعلان قوبلاي خان عن سلالة يوان عام 1271، كان خاقانات المغول يستخدمون لقب إمبراطور الصين (بالصينية:皇帝؛ بينيين: Huángdì).
- جنكيز خان (1206–1227)
- تولي خان (بمسمى ريجنت) (1227–1229)
- أوقطاي خان (1229–1241)
- توراكينا خاتون (بمسمى ريجنت) (1243–1246)
- جيوك خان (1246–1248)
- أوغل قايميش (بمسمى ريجنت) (1248–1251)
- مونكو خان (1251–1259)
- أريك بوك (1259–1264)
- قوبلاي خان (1260–1294) - لقب الخاقان: سيتسن؛ اسم المعبد: شيزو (1271–1294) اسم العصر: تشونغتونغ (中 統) (1260-1264)؛ زيوان (至元) (1264-1294)
- تيمور خان - لقب الخاقان: أولجياتوي؛ اسم المعبد: تشن غزونغ (1294-1307)؛ اسم العصر: يوانشن (元貞) (1295-1297)؛ ديد (大德) (1297-1307)
- كولوج خان - لقب الخاقان: خلوك؛ اسم المعبد: ووزونغ - (1308–1311)؛ اسم العصر: زيدا (至大) (1308–1311)
- أيورباروادا بويانتو خان - اسم المعبد: رينزونج - (1311–1320)؛ اسم العصر: هوانغكينغ (皇慶) (1312–1313)؛ يانيو (延祐) (1314–1320)
- جيجين خان - لقب الخاقان: جيجين؛ اسم المعبد: ينجزونج - (1321–1323)؛ اسم العصر: زيزهي (至治) (1321–1323)
- يسون تيمور - اسم المعبد: تايدنج دي - (1323–1328)؛ اسم العصر: تايدنج (泰定) (1321–1328)؛ زهيهي (致和) 1328
- راباغ خان- اسم المعبد: تيانشون دي؛ اسم العصر: تيانشون (天順) (1328)
- جاياو خان توغ تيمور - لقب الخاقان: جايااتو؛ اسم المعبد: وينزونج - (1328–1329 / 1329–1332)؛ اسم العصر: تيانلي (天歷) (1328–1330)؛ زيشون (至順) (1330–1332)
- خوتوغتو خان كوسلا - لقب الخاقان: خوتوغتو؛ اسم المعبد: مينجزونج؛ اسم العصر: تيانلي (天歷) (1329)
- رينشينبال خان - اسم المعبد: نينغزونغ؛ اسم العصر: زيشون (至順) (1332)
- توغون تيمور - لقب الخاقان: أوخانتو؛ اسم المعبد: هويزونج؛ شوندي- (1333–1370)؛ اسم العصر: زيشون (至順) (1333)؛ يوانتونغ (元統) (1333–1335)؛ زيوان (至元) (1335–1340)؛ تشيزينج (至正) (1341–1368)؛ زيوان (至元) (1368–1370)

### القبيلة الذهبية
- باتو خان (1227–1255)
- سرطاق خان (1255–1256)
- أولاغشي (1257)
- بركة خان (1257–1266)
- مينجو تيمور (1266–1282)
- تودي مونكو (1282—1287)
- تالابوجا (1287—1291)
- توختا (1291—1312)
- أوزبك خان (1312–1341)
- تيني بك (1341–1342)
- جاني بك (1342—1357)
- بيردي بك (1357—1361)
- قولبا (1359–1360)
- نوروز بك (1360–1361)
- خضر (1361–1362)
- تيمور خواجة (1362)
- عبد الله (1362–1370) الحاكم الفعلي كان ماماي
- مراد (1362–1367) الحاكم الفعلي كان ماماي
- عزيز (1367–1369) الحاكم الفعلي كان ماماي
- جاني بيك الثاني (1369–1370) الحاكم الفعلي كان ماماي
- محمد بولاق (1370–1379) الحاكم الفعلي كان ماماي
- طولون بك خانوم (بمسمى ريجنت) (1370–1373) الحاكم الفعلي كان ماماي
- ايغ بيج (1373–1376) الحاكم الفعلي كان ماماي
- اعرب شيخ (1376–1379) الحاكم الفعلي كان ماماي
- كاجان بك (1375–1376) الحاكم الفعلي كان ماماي
- إيلباني (1373–1376) الحاكم الفعلي كان ماماي
- حاجي شركس (1375–1376) الحاكم الفعلي كان ماماي
- أوروس خان (1376-1378)، كان أوروس أيضًا خان القبيلة الأبيض وعم طقتميش، مما سمح بالاتحاد.
- فريكي عزيز رفيلروز (1378–1380)
- توختاميش (1380–1395)
- تيمور قتلغ (1396–1401)، الحاكم الفعلي كان إديغو
- شادي بك (1399–1407)، الحاكم الفعلي كان إديغو
- بولاد (1407–1410)، الحاكم الفعلي كان إديغو
- تيمور (1410–1412)
- غياث الدين خاقان بك (1411–1412)
- فيكوس الدستى (1413–1414)
- كريمبردي
- كيبج
- يريمفيردين (1417–1419)
- أولوغ محمد (1419–1421، 1428–1433)
- دولت بيردي (1419–1421، 1427–1432)
- باراك خان (1422–1427)
- سيد أحمد (1433–1435)
- كوتشوك محمد (1435–1459)
- محمود كوتشوك (1459–1465)
- أحمد كوتشوك (1465–1481)
- شيخ أحمد (1481–1498، 1499–1502)
- مرتضى (1498–1499)

#### القبيلة البيضاء
- أوردا خان (1226–1251)
- قون قران (1251–1280)
- كوتشو (1280–1302)
- بيان خان (1302–1309)
- ساسيبوقا (1309–1315)
- إيلباسان (1315–1320)
- مبارك خواجة (1320–1344)
- شيمتاي (1344–1374)
- أوروس (1374–1376)
- طوقطإيا (1376)
- تيمور مالك (1377)
- توختاميش (1377–1378)
- كويروشيك (1378-1399)
- براق (1423-1428)
- محمد (1428-1431)
- مصطفى (1431-1446)

ضمت من قبل أبو الخير خان، خان الشيبانيون عام 1446.

#### الجناح الأيمن (القبيلة الزرقاء)
- باتو خان (1227–1255)
- سرطاق خان (1255–1256)
- أولاغشي (1257)
- بركة خان (1257–1266)
- مينجو تيمور (1266–1282)
- تودي مونكو (1282—1287)
- تالابوجا (1287—1291)
- توختا (1291—1312)
- أوزبك خان (1312–1341)
- تيني بك (1341–1342)
- جاني بك (1342—1357)
- بيردي بك (1357—1361)
- قولبا (1359–1360)
- نوروز بك (1360–1361)
- خضر (1361–1362)
- تيمور خواجة (1362)
- عبد الله (1362–1370) الحاكم الفعلي كان ماماي

### الدولة الإلخانية
- هولاكو خان (1256–1265)
- أباقا خان (1265–1282)
- تكودار (1282–1284)
- أرغون خان (1284–1291)
- كيخاتو (1291–1295)
- بايدو بن طرقاي (1295)
- محمود غازان (1295–1304)
- محمد أولجايتو (1304–1316)
- أبو سعيد بهادر خان (1316–1335)
- أربا كون (1335–1336)

بعد مقتل أربا، أصبحت الولايات الإقليمية التي تأسست أثناء تفكك الإيلخانات دمى للدول المجاورة.
- موسى خان (1336–1337) (دمية علي بادشاه)
- محمد خان (1336–1338) (دمية الجلائريون)
- ساتي بيك (1338–1339) (دمية الشوبانيون)
- سليمان خان (1339–1343) (دمية الشوبانيون 1341-1343)
- جهان تيمور (1339-1340) (دمية الجلايريين)
- أنوشروان (1343-1356) (دمية الشوبانيون)
- غازان الثاني (1356-1357) (معروف فقط خلال العملات)

حكام شرق بلاد فارس (خراسان):
- توغا تيمور (حوالي 1338-1353) (اعترف بها القرطاسيون 1338-1349؛ من قبل الجلايريين 1338-1339، 1340-1444؛ بواسطة الساربادار 1338-1341، 1344-1353)
- لقمان (1353-1388) (ابن توغا تيمور)

#### الإنجويدس (1335–1357)
•بالغاي
•سوبوتاي 
•أولوغان
•غوركلو

### جاغاطاي
- جغطاي خان 1226–1242
- قره هوليغو 1242–1246، 1252
- يسو مونجكي 1246–1252
- قره هوليغو (مرة أخرى) 1252
- مبارك شاه 1252–1260
  - أورغانا خاتون (أنثى)، وصية على العرش 1252–1260
- ألغو 1260–1266
- مبارك شاه (مرة أخرى) 1266
- غياث الدين باراق 1266–1270
- نيجوبي 1270–1272
- بوكا تيمور 1272–1287
- دوا 1287–1307
- كونشيك 1306–1308
- تالقو 1308–1309
- كيبك 1309 1325
- إيسن بوقا الأول 1309–1318
- كيبك (مرة أخرى) 1318–1325
- جيجيدي 1325–1329
- دوا تيمور 1329–1330
- تارماشيرين 1331–1334
- بوزان دوا 1334–1335
- جانغشي 1335–1338
- يسون تيمور 1338– 1342
- علي سلطان 1342
- محمد الأول بن بولاد 1342–1343
- قازان خان ابن ياساور 1343–1346
- دانيس همندجي 1346–1348

انقسمت خانية الطاغاطاي إلى جزأين، غربي وشرقي.

#### موغليستان (خانية الطاغاطاي الشرقية)
- بيان قل 1348–1358
- شاه تيمور 1358
- تغلق تيمور (1348–1363)
- إلياس خوجة (1363–1368)
- عادل سلطان 1363
- خابول شاه 1364–1370

من عام 1370 فصاعدًا، كانت خانية الطاغاطاي دمى لتيمور.
- سورغاتمش 1370–1388
- سلطان محمود (محمد الثاني) 1388–1402

## سلالة يوان الشمالية (1368–1635)
خانات سلالة يوان الشمالية:
- توغون تيمور (1368–1370)
- بيليجتو خان أيوشريدارا (1370–1378)
- أوسخال خان توغوس تيمور (1378–1388)
- جورايتو خان يسودر (1388–1392)?
- إنج خان (?–1392)
- إلبج نيجوليسوغتشي خان (1392–1399)
- غون تيمور خان (1400–1402)
- أوروغ تيمور خان (غيليتشي)
- أولجي تيمور خان (بونياشيري) (1403-1412)
- دلبج خان (1415)
- أويراداي (1415–1425)
- أداي خان (1425–1438)
- تايسونغ خان توغتوا بوخا (1433–1452)
- اجبارجين (1453)
- ايسن تايشي - زعيم الأويرات (1453–1454)
- ماركورجيس خان (أوكيغتو) (1454–1465)
- مولون خان (1465–1466)
- ماندول خان (1475–1478)
- دايان خان (باتو مونجكي) (1478–1516)
- بارس بولود جينونغ (نائب)
- بودي الاغ خان (1516-1547)
- داريسونغ جودن خان (1547–1557)
- تومين جاساغتو خان (1557–1592)
- بويان سيتشن خان (1592–1603)
- ليجدان خان (1604–1634)
- اجي خان (1634–1635)

## جنكيزيد سيتسن خانات منغوليا الشرقية (1627-1922)
- باتمونخ دايان خان (1464-1543)، الخان العظيم التاسع والعشرون وسليل جنكيز خان (1162-1227) حتى قوبلاي خان.
- غيرسنز جلاير خنتيج (1513-1549)، الابن الأصغر لديان خان من الملكة سمر غيلو (وتسمى أيضًا جيمسجين خاتان).
- أميندورال (1550)، الابن الرابع لغيرسنز، حكم منطقة نهر كيرولين الشمالية.
- موربويم تايج، ابن اميندورال.
- خار زغل (حتى 1627) ابن موربويم، حكم حتى عام 1627.
- شولوي (1627–1652)، ابن موربويم، خلف شقيقه خار زغل في عام 1627. أولاً بلقب سيتسن خان.
- بابو (1652–1683) الابن الخامس لشولوي.
- نوروف (1683-1701) الابن الثالث لبابو.
- رافدان (1688).
- أوموكري/سودنومدورج (1701-1709)، كان عمره 10 سنوات فقط في عام 1701، لذلك نشأ تحت وصاية نامجيل اردين تايج، حفيد شولوي.
- غونشين (1709-1728)، الابن البكر لأمخي.
- تسيفدن باينجور (1728-1733)، الابن البكر لغونشين.
- شويجاف (1733-1735)، حفيد نوروف.
- داميران (1735-1751) الابن الثاني لجونشين.
- مانيبادار (1751-1767) الابن البكر لداميران.
- تسيفدينجاف (1767-1788) الابن الثاني لداميران.
- تسيفيندورج (1788–1795)، الابن البكر لتسفدينجاف.
- بونتساجدورج (1795) ابن تسيفيندورج الوحيد.
- سانزيدورج (1796–1800) الجيل الثاني من أحفاد شويجاف.
- مهاشيري (1800-1807)، عم بونتساجدورج.
- إنخ تور (1807-1816)، ابن مهاشيري.
- ارتاسيد (1817–1874)، ابن اختور.
- تسيريندورج (1874–1893)، ابن ارطاسد.
- ديمشيجدورج (1893 - 1909)، الابن البكر لتسيريندورج.
- نافان نرين (1910-1922) الابن البكر لتسيريندونوف بن أورجيناف بن أرتاسيد.

## الأويرات

### الأويرات الأربع(1399–1634)
- أوروغ تيمور خان (1399)
- باتولا (باهامو، محمود) (1399-1408)
- توغون تاييسي (توغان) (1408-1438)
- إيسن (1438–1454)
- أماسانج (1454–1455)
- أوش تيمور (1455–1469)
- خيشيج أورلوغ
- أركان
- تشينغسانغ

### خانات زونغار
- خرخول (1634)
- إردني باتور (1634–1653)
- سينجي (1653–1670)
- جالدان بوشوغتو خان (1670–1697)
- تسيوانغ أرابتان (1694-1727)
- جالدان تسيرين خان (1727-1745)
- تسيوانغ دورجي نامجيل (1746-1749)
- لامدارجا (1749–1752)
- الدواشي (1752-1755)

### خانات خوشوت
- غوشي خان تورو بايخو (1642–1655)
- دايان أوشير خان (1655–1669)
- غونشوغ الدالاي خان (1669–1698)
- لازانغ جنجيس خان (1698-1717)

### خانات كالميك
- خو أورلوك (1644)
- شكر دايشن (1644–1661)
- بونتسوك (1661–1669)
- أيوكا خان (1669–1724)
- تسيرين دوندوك خان (1724-1735)
- دوندوك أمبو خان (1735-1741)
- دوندوك داشي خان (1741-1761)
- أوباشي خان (1762–1771)

## بوغد خانات منغوليا
- بوجد خان (حكم من 1911-1919، 1921 - 1924) - اسم العصر: أولنو أورغوغدسون[3] (1911-1924)؛ (جبتسوندامبا خوتوكتو الثامن) - الرئيس الروحي التبتي لطائفة جيلوك المنغولية.